# Hercegharkály
A hercegharkály (Campephilus guatemalensis) a madarak (Aves) osztályának harkályalakúak (Piciformes) rendjébe, ezen belül a harkályfélék (Picidae) családjába tartozó faj.

## Előfordulása
Mexikó, Nicaragua, Guatemala, Honduras és Costa Rica nedves erdeiben honos.

## Alfajai
- Campephilus guatemalensis guatemalensis (Hartlaub, 1844)
- Campephilus guatemalensis nelsoni (Ridgway, 1911)
- Campephilus guatemalensis regius (Reichenbach, 1854)

## Megjelenése
Testhossza 37 centiméter, testtömege 255 gramm. Hasonlít a csíkos feketeharkályra (Dryocopus lineatus), de nagyobb és erőteljesebb. Feje piros, torka, nyaka, tarkója, szárnyai, farka és háta fekete; mindkét oldalt a fejének piros részétől a háta közepéig található egy fehér csík. Hasa fekete–fehér csíkos. A tojónak hiányzik a fehér csík az oldaláról.
|  |

## Életmódja
Tápláléka elsősorban bogárlárvákból áll, emellett még fogyaszt bogyókat és gyümölcsöket.

## Szaporodása

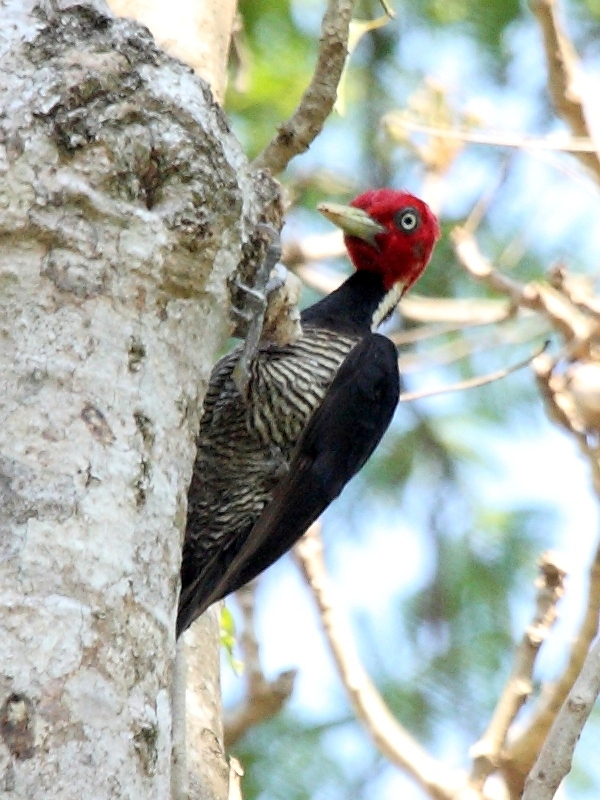

Fészekodúját fába vájja 3–30 méter magasságba a föld felett. Fészekalja 2 fehér tojásból áll. A fiókák csupaszok, mindkét szülő eteti őket.

## Fordítás
- Ez a szócikk részben vagy egészben  a   Pale-billed Woodpecker című angol Wikipédia-szócikk fordításán alapul.  Az eredeti cikk szerkesztőit annak laptörténete sorolja fel. Ez a jelzés csupán a megfogalmazás eredetét és a szerzői jogokat jelzi, nem szolgál a cikkben szereplő információk forrásmegjelöléseként.